# ロハ県

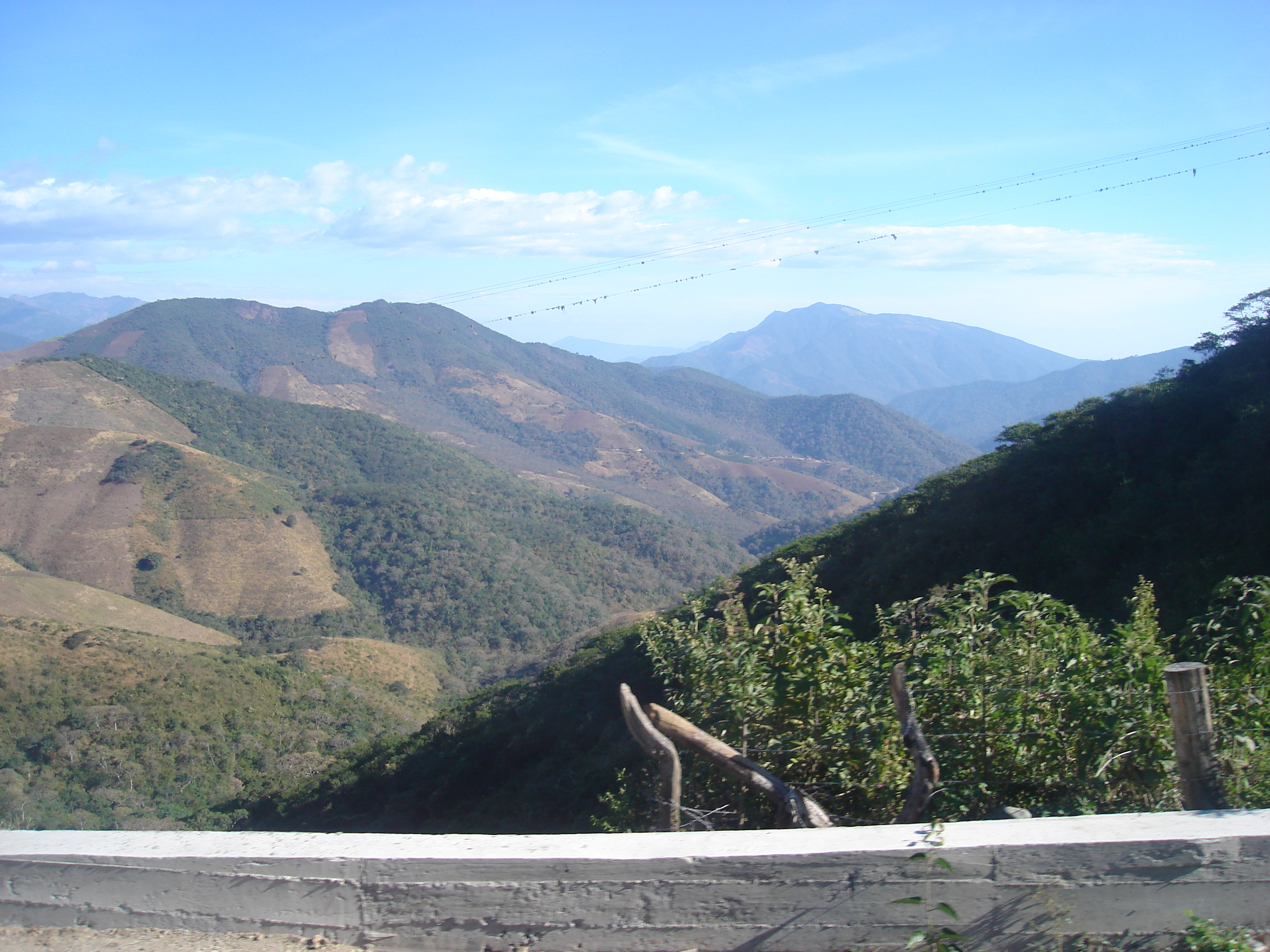
マカラ山脈

ロハ県(ロハけん、スペイン語：Provincia de Loja)は、エクアドル南部の県。
2016年の人口は50万800人で、24県中10位。
県都はロハ。

## 人口
- 1990年11月25日：38万4698人
- 2001年11月25日：40万4835人
- 2010年11月28日：44万8966人
- 2011年7月1日：47万3300人
- 2016年7月1日：50万800人

## 隣接県
- 北：エル・オロ県
- 北東：アスアイ県
- 東：サモラ・チンチペ県
- 南：ピウラ県
- 西：トゥンベス県

## 地理
サモラ川とマラカトス川に囲まれている。
アマゾン熱帯雨林とペルー沿岸部のセチュラ砂漠に挟まれ、パラモやジャングルが広がっている。
県域の86%が丘陵や山である。

## 経済

### 農業
- 臙脂虫
- 砂糖

### 鉱業
- 金
- ボーキサイト

## 民族
2010年統計
- メスティーソ：90.2%
- エクアドル先住民（英語版）：3.7%
- ラテン・アメリカ系白人（英語版）：2.9%
- アフリカ系エクアドル人（英語版）：2.4%
- モントゥビオ（英語版）：0.7%
- その他：0.1%

## 環境

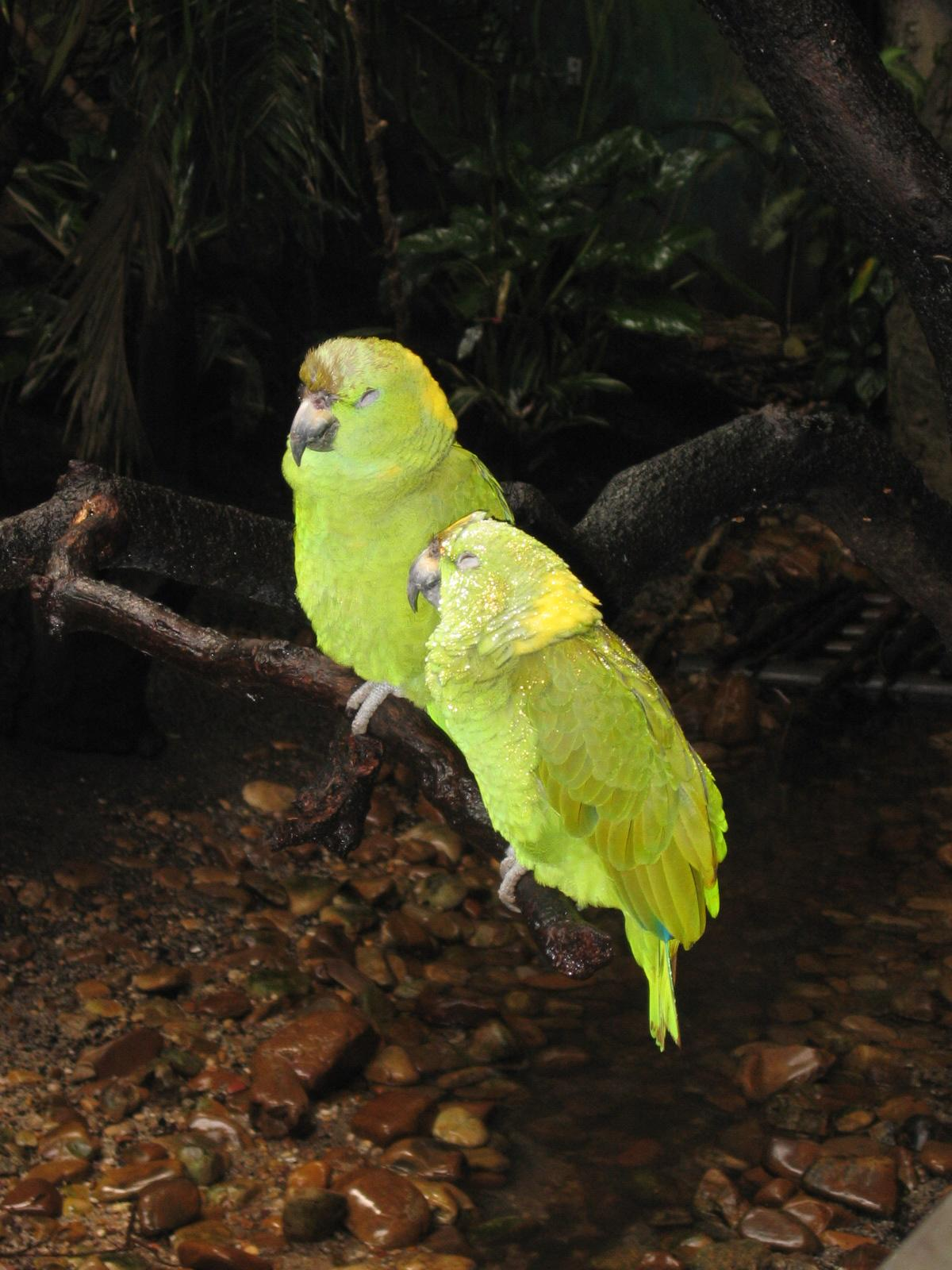
アマゾン鸚鵡

- ポドカルプス国立公園（英語版）
  - ピューマ
  - 眼鏡熊[3]

## 下位行政区画
1. Calvas Canton
2. Catamayo Canton
3. Celica Canton
4. Chaguarpamba Canton
5. Espíndola Canton
6. Gonzanamá Canton
7. Loja Canton
8. Macará Canton
9. Olmedo Canton
10. Paltas Canton
11. Pindal Canton
12. Puyango Canton
13. Quilanga Canton
14. Saraguro Canton
15. Sozoranga Canton
16. Zapotillo Canton

## 主要都市
人口は2010年の値。
- ロハ：17万280人(県都)
- カタマヨ（英語版）：2万2697人
- カリアマンガ（英語版）：1万3311人
- マカラ（英語版）：1万2587人